# Nyctobrya
Nyctobrya is een geslacht van vlinders van de familie Uilen (Noctuidae).

## Soorten
- N. (Bryopsis) muralis

Groene korstmosuil (Forster, 1771)
- N. amasina Draudt, 1931
- N. canaria Alpheraky, 1889
- N. maderensis Bethune-Baker, 1891
- N. segunai Fibiger, Steiner, & Ronkay, 2009
- N. simonyi Rogenhofer, 1889